# Les Arts (revue)
Pour les articles homonymes, voir Arts (homonymie).
Ne doit pas être confondu avec Arts (revue).
Les Arts est une revue mensuelle française fondée en 1902, et publiée par les éditeurs Goupil & Cie et Manzi, Joyant et Cie. 
Elle était sous-titrée « revue mensuelle des musées, collections, expositions — Paris, Londres, Berlin, New York ».
Le premier numéro est publié à Paris en janvier 1902 et fait 44 pages, contenant des reproductions d'images d'objets d'art en noir et blanc. Vendu 2 francs, il comprend des articles signés André Michel, Paul Villars, Gaston Migeon, Émile Molinier, Maurice Hamel (sur Eugène Delacroix), François Thiébault-Sisson (sur Jean-Charles Cazin), Roger Marx (sur le renouveau des arts décoratifs)... L'adresse de la rédaction se trouve alors au 24 du boulevard des Capucines.
La publication est suspendue entre octobre 1914 et mars 1916. Le siège est transféré au 15 rue de la Ville-l'Évêque.
Le dernier numéro (192) paraît en 1920 lors de la liquidation de la maison Goupil.